# Leioproctus orientalis
Leioproctus orientalis är en biart som först beskrevs av Joseph Vachal 1904.  Leioproctus orientalis ingår i släktet Leioproctus och familjen korttungebin. Inga underarter finns listade i Catalogue of Life.